# アプフェルクレン

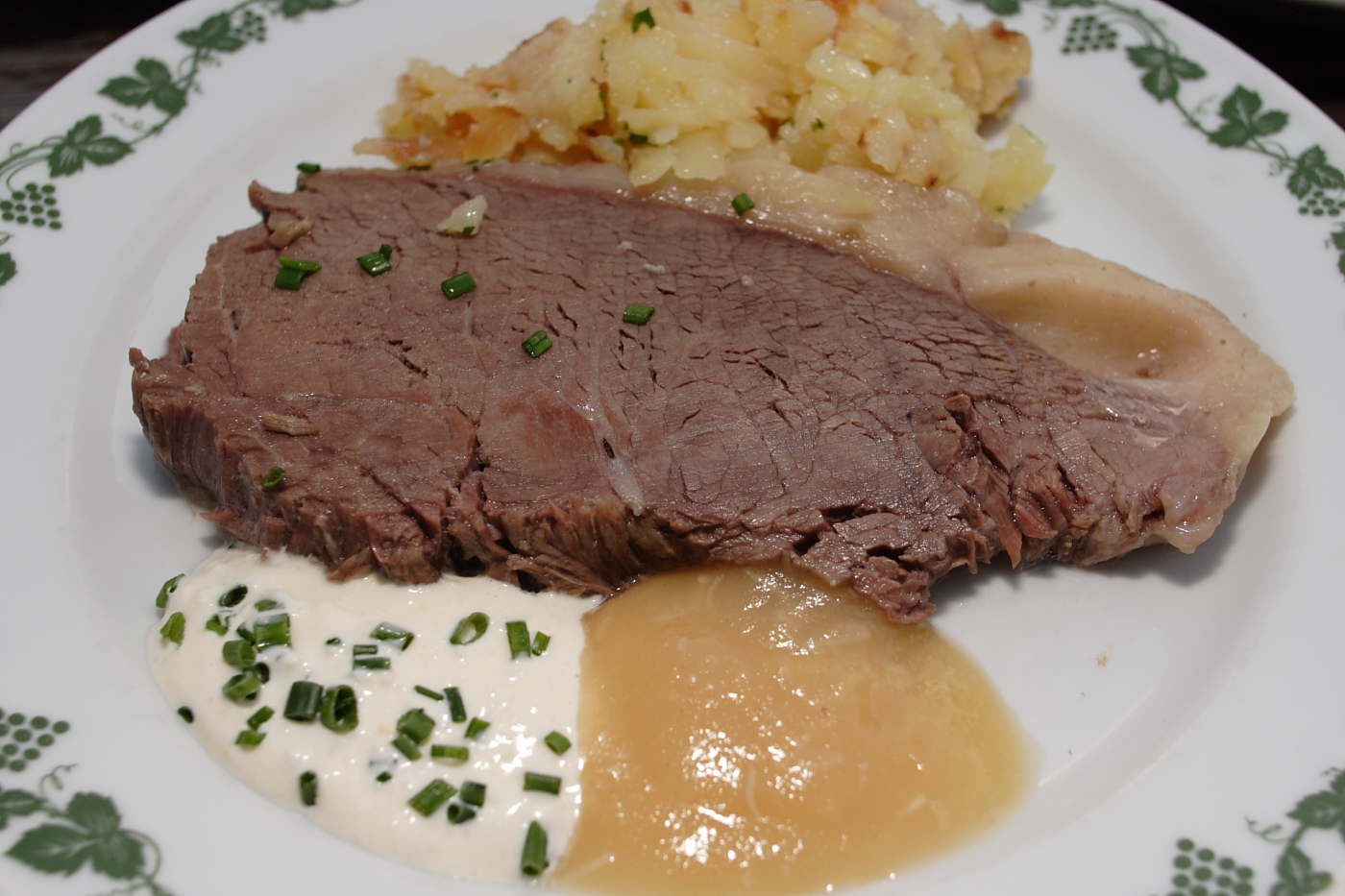
アプフェルクレン（右下）とシュニットラウヒソース（左下）を添えたターフェルシュピッツ

アプフェルクレン（ドイツ語: Apfelkren）またはアプフェルメーアレッティッヒ（ドイツ語: Apfelmeerrettich）は、リンゴ（独: Apfel）とホースラディッシュ（独: Meerrettich, 上部ドイツ語: Kren）から作られる調味料。オーストリア料理やドイツ料理で用いられる。

## 製法・用法
すりおろすか、蒸してピューレ状にしたリンゴと、すりおろしたホースラディッシュを混ぜて作られる。レモンやワインビネガー、塩、砂糖などで味付けもされる。
アプフェルクレンはターフェルシュピッツなどの牛肉料理や、燻製の魚料理によく添えられる。